# Weißkirchen in Steiermark
Weißkirchen in Steiermark ist eine Marktgemeinde mit 4755 Einwohnern (Stand 1. Jänner 2025) im Bezirk Murtal in der Steiermark.

## Geografie
Weißkirchen in Steiermark liegt etwa 6½ km östlich der Stadtgemeinde Judenburg. Die höchsten Erhebungen im Gemeindegebiet sind der Ameringkogel (2187 m ü. A.) und der Rappoldkogel (1928 m).

### Gemeindegliederung
Mit 1. Jänner 2015 wurden im Rahmen der steiermärkischen Gemeindestrukturreform die Gemeinden Eppenstein, Maria Buch-Feistritz und Reisstraße eingemeindet.
Das Gemeindegebiet gliedert sich in 21 Ortschaften (in Klammern Einwohnerzahl Stand 1. Jänner 2025):
- Allersdorf (320)
- Baierdorf (335)
- Baumkirchen (30)
- Eppenstein (277)
- Fisching (207)
- Größenberg (38)
- Großfeistritz (133)
- Kathal (185)
- Kothgraben (34)
- Maria Buch (297)
- Möbersdorf (351)
- Möbersdorfsiedlung (236)
- Mühldorf (124)
- Murdorf (14)
- Pichling (219)
- Reisstraße (126) mit Kleinfeistritz
- Schoberegg (279)
- Schwarzenbach am Größing (181)
- Thann (65)
- Weißkirchen in Steiermark (1235)
- Wöllmerdorf (69)

Die Gemeinde besteht aus zehn Katastralgemeinden (Fläche Stand 31. Dezember 2023):
- Allersdorf (445,28 ha)
- Feistritz (840,14 ha)
- Fisching (707,48 ha)
- Kothgraben (3.812,55 ha)
- Maria Buch (857,95 ha)
- Mühldorf (1.383,07 ha)
- Reisstraße (2.421,67 ha)
- Schoberegg (2.265,75 ha)
- Schwarzenbach (2.107,16 ha)
- Weißkirchen (126,8 ha)

Die Gemeinde liegt im Gerichtsbezirk Judenburg.

### Nachbargemeinden
Eine der sechs Nachbargemeinden liegt im Bezirk Voitsberg (VO).
| Fohnsdorf | Zeltweg                                     |                     |
| Judenburg | Kompassrose, die auf Nachbargemeinden zeigt | Lobmingtal          |
| Obdach    |                                             | Hirschegg-Pack (VO) |

## Geschichte

Der Ort Weißkirchen von Osten

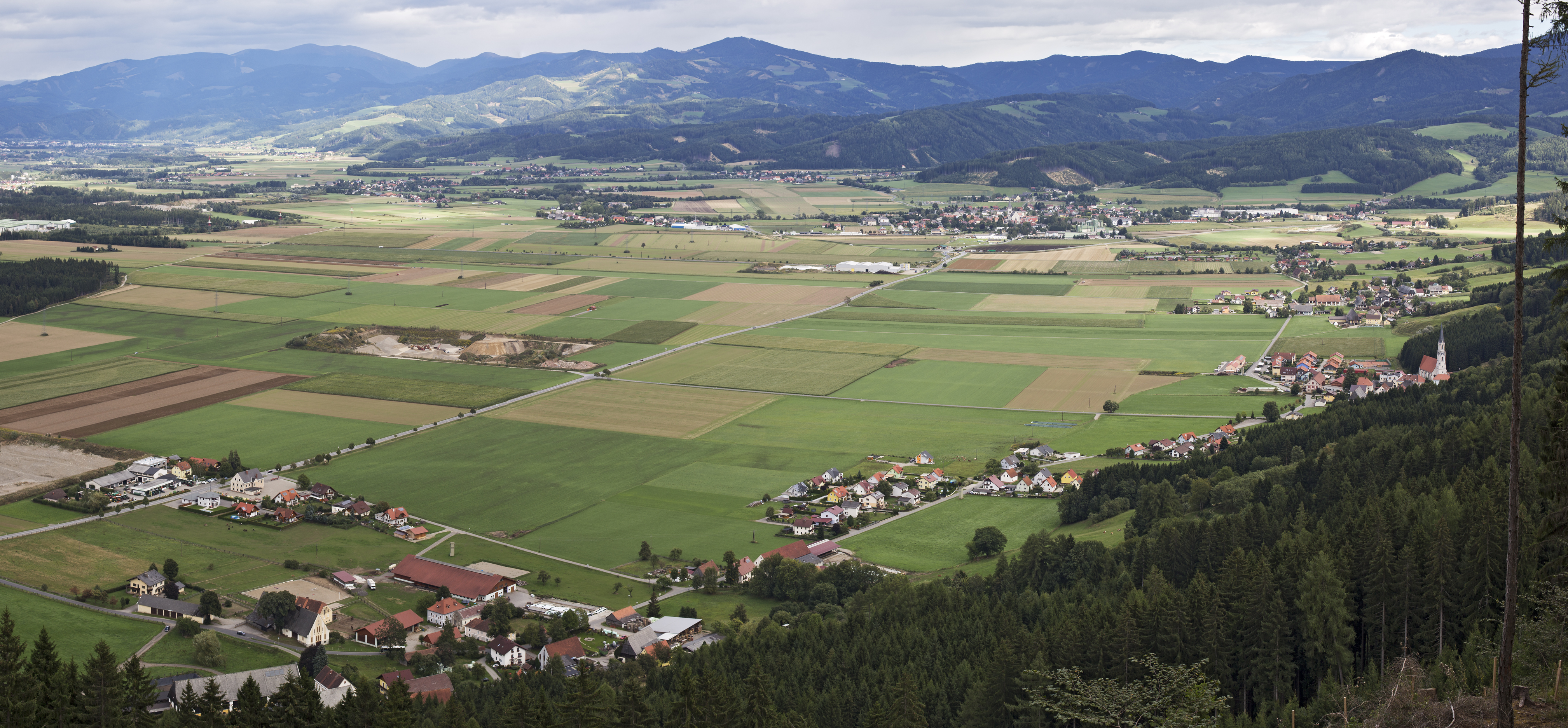
Blick auf Maria Buch und Weißkirchen vom Liechtensteinberg

Das früheste Schriftzeugnis ist von 1066 und lautet „Wizinchiricha“. Der Name geht auf althochdeutsch wiz (weiß) zurück und bezeichnet ein Flurstück mit einer Kirche aus weißem Stein.
Die Ortschaft befindet sich an der Kreuzung der Gaberl Straße B 77 und der Obdacher Straße B 78 im Zentrum des Murbodens auf einem Schwemmkegel des Granitzenbaches. Sie ist zwischen den Gutshöfen und Mühlen der umliegenden Herrschaften Eppenstein, Thann und Liechtenstein entstanden. Die Markterhebung erfolgte 1453. Die politische Gemeinde Weißkirchen wurde 1849/50 errichtet, 1951 wurde der Name auf Weißkirchen in Steiermark geändert.
Das Ortsbild ist gut erhalten. Die meist zweigeschoßigen Häuser stehen meist mit der Traufseite zur Straße. Durch Hochwasser und Brände wurden Teile des Marktes mehrmals vernichtet. Daher stammen viele der Fassaden aus dem 19. Jahrhundert.

## Kultur und Sehenswürdigkeiten

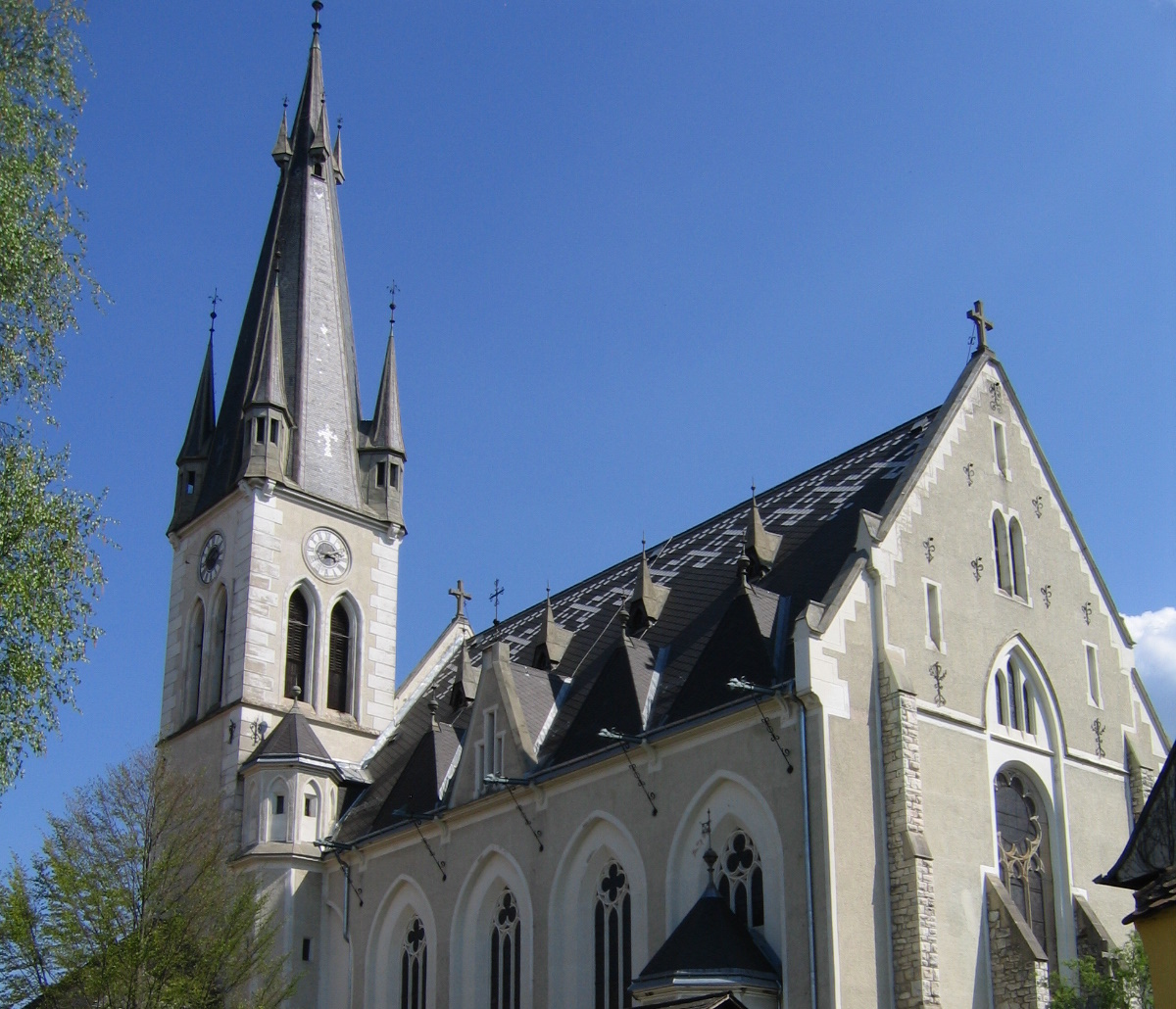
Pfarrkirche Weißkirchen in Steiermark

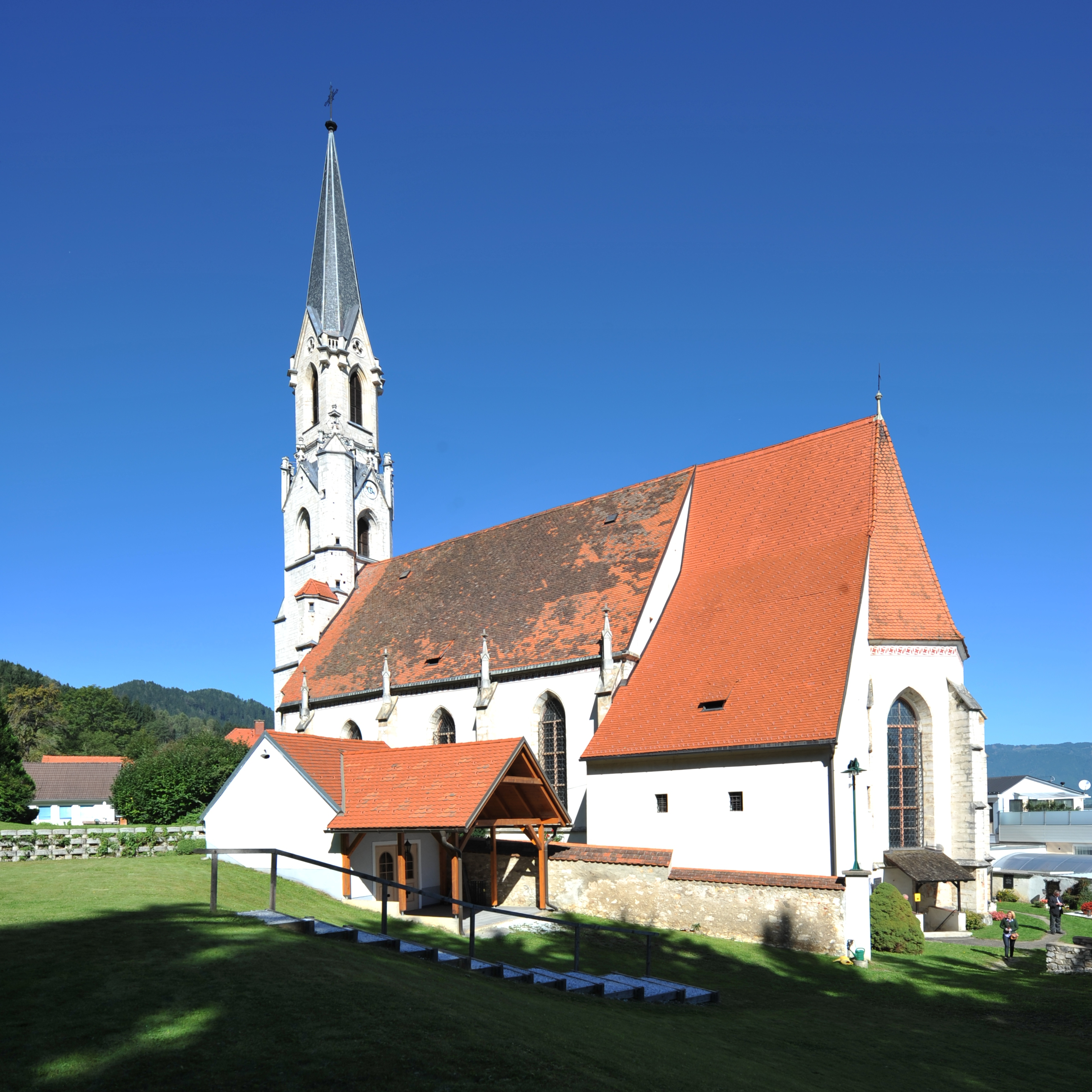
Wallfahrtskirche Maria Buch

- Katholische Pfarrkirche Kleinfeistritz hl. Johannes der Täufer
- Katholische Pfarrkirche Weißkirchen in Steiermark hl. Veit
- Wallfahrtskirche Maria Buch
- Ruine Eppenstein
- Maxlankircherl
- Andreaskirche Baumkirchen

## Wirtschaft und Infrastruktur

### Wirtschaftssektoren
Die folgende Tabelle zeigt die Entwicklung der Anzahl der Betriebe und der Beschäftigten in den Wirtschaftssektoren:
| Wirtschaftssektor            | Anzahl Betriebe | Anzahl Betriebe | Anzahl Betriebe | Erwerbstätige | Erwerbstätige | Erwerbstätige |
| Wirtschaftssektor            | 2021            | 2011            | 2001            | 2021          | 2011          | 2001          |
| ---------------------------- | --------------- | --------------- | --------------- | ------------- | ------------- | ------------- |
| Land- und Forstwirtschaft 1) | 148             | -               | -               | 188           | 192           | 187           |
| Produktion                   | 75              | 61              | 48              | 591           | 733           | 692           |
| Dienstleistung               | 209             | 206             | 123             | 600           | 513           | 452           |

1) Betriebe mit Fläche in den Jahren 2010 und 1999, Arbeitsstätten im Jahr 2021

### Bergbau
Das im Bergbau in Kleinfeistritz in der Katastralgemeinde Reisstraße gewonnene talkähnliche Mineral Leukophyllit wird in Weißkirchen von der Firma IMERYS weiterverarbeitet.

### Verkehr
- Bahn: Weißkirchen liegt an der Lavanttalbahn. Der Personenverkehr zwischen Zeltweg und Bad St. Leonhard wurde 2010 eingestellt.[11]
- Straße: Für die früher durch den Ort führende Obdacher Straße B 78 zwischen Zeltweg und Obdach wurden Umfahrungsstraßen gebaut, die 2004 mit der Umfahrung Zeltweg vollendet worden sind.

## Politik

### Gemeinderat
Der Gemeinderat hat 21 Mitglieder.
Nach den Gemeinderatswahlen in der Steiermark 2015 hatte der Gemeinderat folgende Verteilung:
- 13 ÖVP, 3 SPÖ, 3 FPÖ und 2 UUM–Unsere Umwelt, Murwald in höchster Not[12]

Seit den Gemeinderatswahlen in der Steiermark 2020 hat der Gemeinderat folgende Verteilung:
- 13 ÖVP, 4 UUM–Unsere Umwelt, Murwald in höchster Not, 3 SPÖ und 1 FPÖ[13]

Seit den Gemeinderatswahlen in der Steiermark 2025 hat der Gemeinderat folgende Verteilung:
14 ÖVP,  3 SPÖ, 2 UU und 2 FPÖ

### Bürgermeister
- 1945–1946 Franz Uitz
- 1946–1980 Josef Trattnig
- 1980–1992 Gerhard Pilz
- 1992–2025 Ewald Peer (ÖVP)
- seit 2025 Markus Tafeit[14]

### Wappen

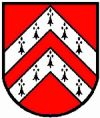
Eppenstein
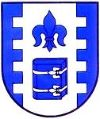
Maria Buch-Feistritz
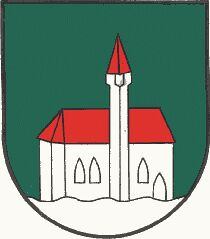
Weißkirchen in Steiermark

Wegen der Gemeindezusammenlegung verlor das Gemeindewappen mit 1. Jänner 2015 seine offizielle Gültigkeit. Drei der vier Fusionsgemeinden hatten bis Ende 2014 eigene Wappen. Die Neuverleihung des Gemeindewappens durch die Steiermärkische Landesregierung ist bisher nicht erfolgt (Stand Dez. 2021!).

## Persönlichkeiten

### Ehrenbürger der Gemeinde
- 1909: Abt Severin Kalcher (Stift St. Lambrecht)
- 1909: Eligius Semelrock (Bürgermeister von Weißkirchen 1889–1897, 1904–1910)
- 1937: Anton Frewein (Gemeinderat)
- 1938: Bartholomäus Mayer (Bürgermeister von Allersdorf 1898–1938)
- 1950: Johann Apfelknab (Gemeindesekretär)
- 1950: Franz Pristautz (Gemeindefunktionär)
- 1950: Anton Telsnigg (Gemeindefunktionär)
- 1950: Wilhelm Dobnig (Volksschuldirektor in Weißkirchen 1924–1938, 1945–1950)
- 1953: Josef Anderle (Gemeindefunktionär)
- 1953: Franz Uitz (Bürgermeister von Weißkirchen 1945–1946)
- 1954: Konrad Eigler (Arzt)
- 1954: Fritz Matzner (Landesrat)
- 1956: Ernst Klepsch-Kirchner
- 1960: Eduard Matauschek (Feuerwehrhauptmann)
- 1960: Engelbert Nothdorfer
- 1968: Hannes Bammer (Landesrat)
- 1980: Josef Trattnig (Bürgermeister von Weißkirchen 1946–1980)
- 1983: Josef Kufner (Industrieller)
- 1983: Georg Kufner (Industrieller)
- 1984: Josef Krainer (Landeshauptmann)
- 1993: Gerhard Pilz (Bürgermeister von Weißkirchen 1980–1992)
- 1999: Dominik Kufner (Industrieller)
- 2003: Waltraud Klasnic (Landeshauptmann)
- 2003: Franz Tropper (Pfarrer von Weißkirchen 1965–2003)
- 2015: Rupert Enzinger (Bürgermeister von Maria Buch-Feistritz 1995–2014)

### Söhne und Töchter der Gemeinde
- Ignaz Raffalt (1800–1857), Maler des Biedermeiers
- Gerd Roman Frosch (* 1944), Filmregisseur, Schauspieler und Drehbuchautor
- Reinhard Gerer (1953–2023), Koch
- Horst-Michael Schaffer (* 1971), Jazzmusiker

### Personen mit Bezug zur Gemeinde
- Willi Denifl (* 1980), Nordischer Kombinierer, lebt in Weißkirchen
- Renate Götschl (* 1975), Skirennläuferin und mehrfache Weltmeisterin, stammt aus Schwarzenbach